# Stenålderskost
Stenålderskost, eller paleolitisk kost som det även kallas, är en kosthållning som har blivit populär på senare tid. Det är enligt förespråkarna den kost som människan antas ha ätit under tiden som jägare och samlare fram till jordbrukssamhällets början i Mellanöstern för ca 10 000 år sedan. Paleolitikum, eller äldre stenåldern, är en arkeologisk period som inleddes för omkring 2,3 miljoner år sedan och varade till omkring år 10 000 f.Kr.
Grunden i denna kosthållning bygger på antagandet att människan inte har förändrats, eller har förändrats väldigt lite, rent biologiskt, sedan Paleolitikum medan kosten har förändrats desto mer. Stenålderskosten är alltså ett försök att definiera en kost som ligger närmre den kost människan rent biologiskt är gjord för.
Exempel på livsmedel som kan ingå i stenålderskosten är magert  kött, fisk, grönsaker, frukt, rotsaker, nötter med mera, och utesluter sädesslagen, mejeriprodukter, salt, tillsatt socker med mera.

## Stenåldersmat
I den paleolitiska kosten undviker man processerad mat. Maten kan stekas, kokas eller ätas rå.
Till den typiska jägare-samlare dieten, och den moderna paleolitiska dieten, hör:
- Kött

- Inälvor

- Fisk, kräftor, bläckfisk och andra vattenorganismer

- Grönsaker

- Rotfrukt

- Frukt och bär

- Nötter och frön

- Honung

- Svampar

- Ägg

- Insekter

- av fett äter somliga smör, och andra endast oliv-, kokosnöts- och avokadoolja

Det råder olika åsikter om mjölkprodukters plats i den paleolitiska dieten.
Vissa föredrar kött med lite fett, men andra menar att stenåldersmänniskor inte hade någon orsak att låta bli att äta djurens feta delar. Kaninsvält som orsakas av för lite fett och för mycket protein drabbade många västerlänningar i Arktis, men inte folken som bodde där eftersom de åt fett och inälvor från bäver, älg och säl.

## Livsmedel som tillkommit sedan den äldre stenåldern
Ordet stenålderskost kan vara väldigt missvisande eftersom stenåldern även inkluderar den period som kallas neolitikum (yngre stenåldern). Den populära termen "stenålderskost" avser inte det som åts under neolitikum (yngre stenåldern). Under den yngre stenåldern infördes jordbruk och boskapsskötsel. Människan blev också bofast. Under neolitikum tillkommer nämligen nedanstående livsmedel:
- Mejeriprodukter, till exempel ost, smör, yoghurt och filmjölk.
- Sädesgrödor, till exempel vete, havre, råg, ris, korn, majs och soja.
- Kött från tamdjur.

Den diet som beskrivs här kallas alltså "stenålderskost", vilket är ett populärt uttryck för paleolitisk kost. 

### Mejeriprodukter
Med undantag för Nordeuropa samt delar av Östafrika är det inte så många procent människor som klarar av att dricka stora mängder med mjölk i vuxen ålder. Det är laktosen i mjölken som man inte klarar av att bryta ner, vilket kallas laktosintolerans.

### Sädesgrödor
De flesta sädessorter likt nästan alla odlade grödor är varianter som inte växer i vilt tillstånd. Några få undantag är bland annat speltvete och bovete. Det spekuleras om att dessa växter och säden från dessa användes på stenåldern, men då åts det i form av hela korn.

## Kritik
Företagen Swedish Paleo och Paleo Institute fick priset Årets förvillare av föreningen Vetenskap och Folkbildning] för sitt förespråkande av stenålderskost på tveksam vetenskplig grund